# Antonio Machado (Lyriker)

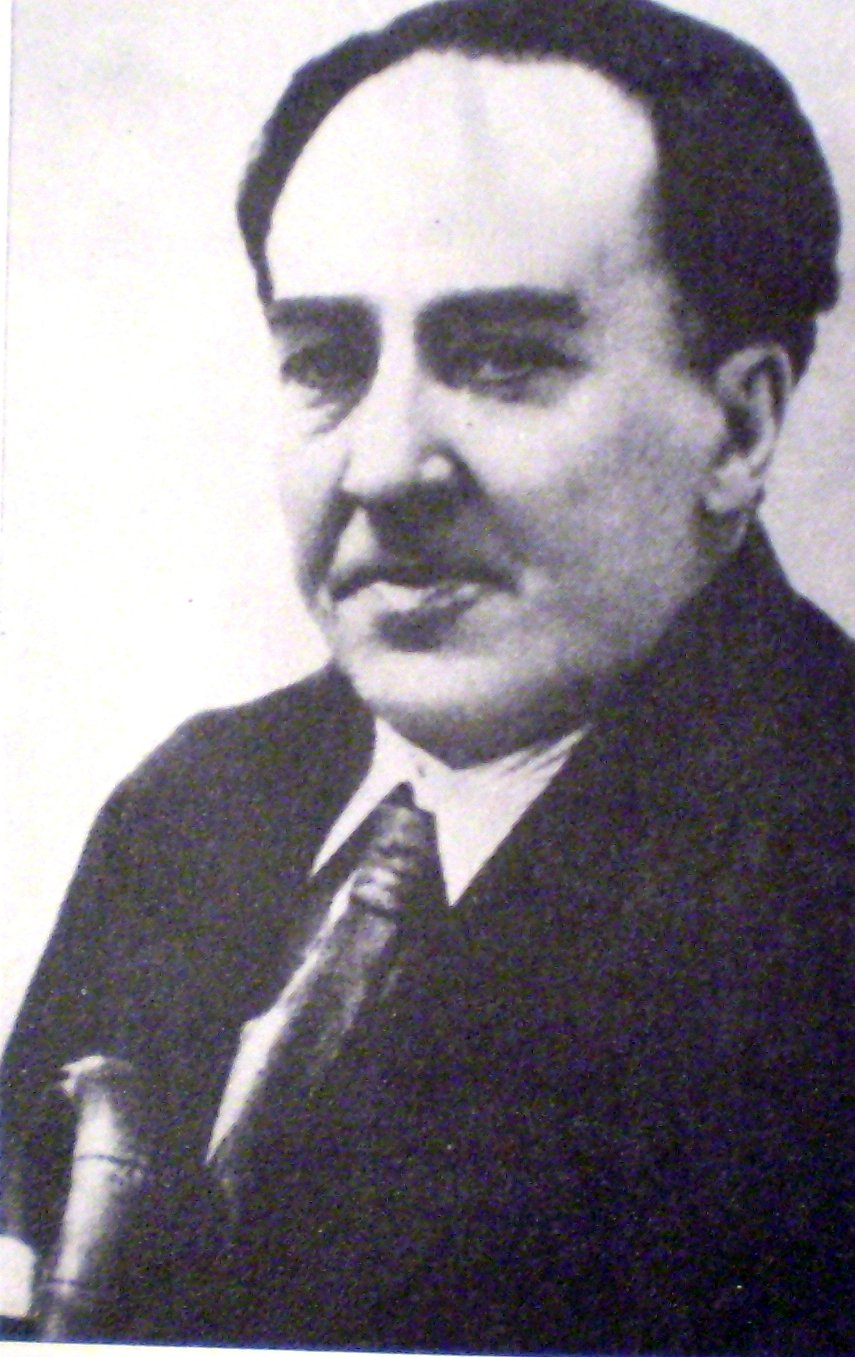
Antonio Machado

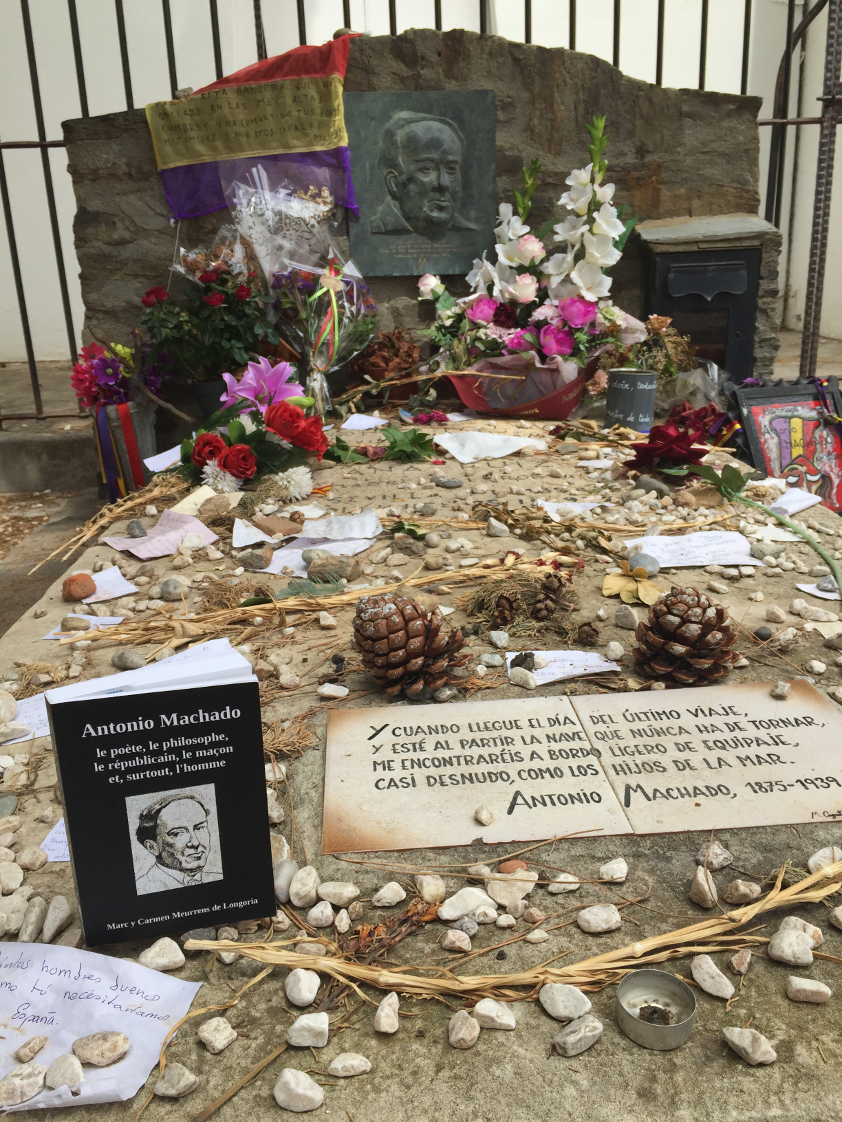
Grab von Antonio Machado

Antonio Machado Ruiz (* 26. Juli 1875 in Sevilla, Andalusien; † 22. Februar 1939 in Collioure, Frankreich) war ein spanischer Lyriker.

## Leben
Machado wurde 1875 in Sevilla geboren. Seine Eltern waren der Schriftsteller und Anthropologe Antonio Machado Álvarez und Ana Ruiz. Ab 1881 besuchte er die Schule Institución Libre de Enseñanza, wo er seine Liebe für die Literatur entdeckte; erst 1900 erwarb er das Abitur. Wirtschaftliche Probleme zwangen ihn zeitweise, als Schauspieler zu arbeiten. Zusammen mit seinem Bruder, Manuel Machado, reiste er nach Paris, wo er als Übersetzer für einen französischen Verleger tätig wurde. Während seines Parisaufenthalts kam er in Kontakt zu den großen französischen Symbolisten Jean Moréas, Paul Fort und Paul Verlaine, aber auch zu anderen zeitgenössischen Literaten, wie Rubén Darío und Oscar Wilde. Diese Begegnungen festigten Machados Entschluss, sich der Dichtung zu widmen.
Ab dem Jahr 1901 veröffentlichte Machado seine Gedichte: 1907 erschienen Soledades. Galerias. Otros poemas. und im Jahr 1912 die Campos de Castilla. 1907 wurde Machado eine Stelle an einer Schule als Französischlehrer in Soria angeboten. Dort lernte er Leonor Izquierdo, eine Tochter seines Hauswirts, kennen. Antonio Machado (34 Jahre alt) und Leonor Izquierdo (15 Jahre alt) heirateten im Jahr 1909. Im Jahr 1911 siedelte das Paar nach Paris über, wo Machado Philosophie studierte und viele Werke der französischen Literatur kennenlernte. Im gleichen Jahr wurde bei seiner Ehefrau Tuberkulose diagnostiziert und sie kehrten nach Spanien zurück; 1912 starb sie. Er verließ daraufhin Soria und siedelte nach Baeza in Andalusien um, brauchte aber lange, um sich von dem Schlag zu erholen und wieder zu veröffentlichen. Gemeinsam mit seinem Bruder Manuel schrieb er auch Dramen. Diverse Lehrtätigkeiten sicherten seinen Lebensunterhalt. Zwischen 1919 und 1931 war er als Französischlehrer in Segovia tätig. Hier unterhielt er insgeheim eine Affäre mit Pilar Valderrama, einer verheirateten Mutter von drei Kindern, die in seinem Werk als „Guiomar“ Erwähnung findet.
Ab 1931 unterstützte Machado politisch die Republikaner. Bei Ausbruch des Spanischen Bürgerkriegs lebte er in Madrid, während sein Bruder sich in der Zone der Aufständischen aufhielt. Valderrama war in Portugal. Machado sah beide nicht mehr wieder. Er wurde zusammen mit seiner alten Mutter und seinem Onkel zunächst nach Valencia, 1938 nach Barcelona evakuiert. Im Januar 1939, kurz vor der Niederlage der Republikaner, floh er mit seiner Mutter nach Frankreich. Kaum angekommen und nur wenige Kilometer von der spanischen Grenze entfernt, starb Antonio Machado entkräftet, drei Tage vor seiner Mutter. Sein Grab in Collioure ist bis auf den heutigen Tag mit der Flagge der Spanischen Republik geschmückt; in einem Briefkasten auf dem Friedhof gehen immer noch Briefe für den Dichter ein.

## Zitat
„Wanderer, du hast keinen Weg.
Der Weg entsteht im Gehen.“

Dieser Vers wurde im deutschen Sprachraum abgewandelt zu Wege entstehen dadurch, dass wir sie gehen, einem Franz Kafka zugeschriebenen Kuckuckszitat.

## Werk
Antonio Machado war ein zutiefst von seiner kastilischen Heimat geprägter Dichter. Seine Sprache ist minimalistisch. Er gilt als der führende Vertreter der Generación del 98, einer Gruppe spanischer Intellektueller, die nach dem Debakel Spaniens in Kuba 1898 sich und allen Spaniern die Dekadenz ihres Landes bewusst machen wollten.
Machados Gedichte beschreiben häufig die kastilische Landschaft. Sein zentrales Thema ist die Einsamkeit, wie der Titel seines Hauptwerkes Soledades bezeugt. In seinem Gedicht Cante hondo (= Cante jondo) bezieht er Liebe und Tod im Flamenco aufeinander. Seine Formulierung von den Zwei Spanien im Gedicht Proverbios y Cantares wurde zum geflügelten Wort für die harten Gegensätze zwischen Rechten und Linken in Spanien.

### Digitale Gesamtausgabe
Mit dem Beginn des Jahres 2020 wurde Machados Gesamtwerk gemeinfrei. Die Spanische Nationalbibliothek stellt zu diesem Anlass fast sämtliche Werke Machados online zur Verfügung. Die Sammlung umfasst Erstausgaben, Manuskripte, Titelblätter, und eine Vielzahl anderer Dokumente.

### Werkausgabe
Eine deutsche Machado-Werkausgabe hat Fritz Vogelgsang im Ammann Verlag herausgebracht. Sie umfasst die Bände Einsamkeiten – Soledades (1996), Campos de Castilla – Kastilische Landschaften (2001), Juan de Mairena (2005), Nuevas Canciones – Neue Lieder/De un cancionero Apocrifo – Aus einem apokryphen Cancionero (2007) und La Guerra – Der Krieg (2010, angekündigt).

### Lyrik
- Soledades: poesías (1903)
- Soledades. Galerías. Otros poemas (1907)
- Campos de Castilla („Kastilische Landschaften“, 1912)
- Páginas escogidas (1917)
- Poesías completas (1917)
- Poemas (1917)
- Soledades y otras poesías (1928)
- Soledades, galerías y otros poemas (1919), Einsamkeiten, Galerien und andere Gedichte, aus dem Spanischen von Leopold Federmair, Berlin : PalmArtPress, Oktober 2022, ISBN 978-3-96258-117-6
- Nuevas canciones (1924)
- Poesías completas (1899-1925) (1928)
- Poesías completas (1899-1930) (1933)
- La tierra de Alvargonzález (1933)
- Poesías completas (1936)
- La guerra (1936-1937) (1937)
- Madrid: baluarte de nuestra guerra de independencia (1937)
- La tierra de Alvargonzález y Canciones del Alto Duero (1938)

### Prosa
- Juan de Mairena (sentencias, donaires, apuntes y recuerdos de un profesor apócrifo) (1936)

### Theater
(mit Manuel Machado)
- 1926 – Desdichas de la fortuna o Julianillo Valcárcel
- 1927 – Juan de Mañara
- 1928 – Las adelfas
- 1929 – La Lola se va a los puertos
- 1930 – La prima Fernanda
- 1932 – La duquesa de Benamejí
- 1932 – Teatro completo, I, Madrid, Renacimiento.

## Vertonungen
Der italienische Komponist Luigi Dallapiccola vertonte Quattro liriche di Antonio Machado für Sopran und Klavier (1948).
Luigi Nono verwendete Gedichte Machados in seinen Kompositionen "Ha venido". Canciones para Silvia für Sopran und 6-stimmigen Sopranchor (1960) und Canciones a Guiomar (1962/63) für Solo-Sopran, 6-stimmigen Frauenchor und Instrumente.
Folgende Gedichte von Antonio Machado wurden von Joan Manuel Serrat vertont und gesungen:
A un olmo seco, Cantares, Del pasado efímero, Guitarra del Mesón, He andado muchos caminos, La saeta, Las moscas, Llanto y coplas, Parábola.